# Dusičnan kademnatý
Dusičnan kademnatý je název pro všechny členy skupiny anorganické sloučeniny s obecným vzorcem Cd(NO3)2.xH2O. Všechny jsou bezbarvé krystalické pevné látky, které pohlcují vlhkost ze vzduchu, jedná se tedy o látku hygroskopickou. Sloučeniny kadmia jsou také karcinogenní.

## Použití
Dusičnan kademnatý se používá pro barvení skla a porcelánu a jako bleskový prášek při fotografování.

## Příprava
Dusičnan kademnatý se připravuje rozpouštěním kadmia nebo jeho oxidu, hydroxidu nebo uhličitanu v kyselině dusičné a následnou krystalizací:
CdO + 2 HNO3 → Cd(NO3)2 + H2O
CdCO3 + 2 HNO3 → Cd(NO3)2 + CO2 + H2O
Cd + 4 HNO3 → 2 NO2 + 2 H2O + Cd(NO3)2

## Reakce
Tepelná disociace při vyšších teplotách produkuje oxid kademnatý a oxidy dusíku. Pokud necháme sirovodík procházet okyseleným roztokem dusičnanu kademnatého, vznikne žlutý sulfid kademnatý. Červená modifikace sulfidu se tvoří pod bodem varu.
Při reakci s hydroxidem sodným tovří sraženinu hydroxidu kademnatého. 
2NaOH + Cd(NO3)2 → 2NaNO3 + Cd(OH)2
Mnoho nerozpustných solí kadmia jsou získávány takovými srážecími reakcemi.